# Jacob Lindenskov
Jacob Lindenskov (* 10. Juni 1933 in Tórshavn, Färöer; † 18. August 2018 in Tórshavn) war ein färöischer Versicherungsfachmann und Politiker des Javnaðarflokkurin. Er war Parlamentsabgeordneter im Løgting sowie Minister in mehreren färöischen Landesregierungen.

## Beruf und Politik
Jacob Lindenskov beendete im Jahr 1954 an einer Handelsschule in Kopenhagen eine kaufmännische Ausbildung und arbeitete bis 1968 im Versicherungswesen auf den Färöern.
Er wurde 1958 erstmals als Abgeordneter für den Javnaðarflokkurin ins färöische Parlament (Løgting) gewählt und blieb dort bis 1966. Im Jahr 1970 gelang ihm die Rückkehr ins Parlament und er konnte bis 1990 den Sitz verteidigen. Von 1984 bis 1987 war er Løgtingsvorsitzender. Ebenfalls war Jacob Lindenskov von 1979 bis 1984 Abgeordneter für die Färöer im dänischen Folketing.
Jacob Lindenskov saß darüber hinaus als Minister über einen Zeitraum von 11 Jahren in mehreren Landesregierungen. So von 1968 bis 1970 als stellvertretender Ministerpräsident und Minister für Gesundheit, Soziales und Industrie in der Landesregierung Kristian Djurhuus III, von 1970 bis 1975 als Minister für Arbeit, Soziales und Industrie in der Landesregierung Atli Dam I und von 1975 bis 1979 als Minister für Gesundheit, Industrie und Justiz in der Landesregierung Atli Dam II.

## Familie
Die Eltern von Jacob Lindenskov waren Birita und Edvard Lindenskov aus Tórshavn. Er war verheiratet mit Jóna (geb. Jacobsen) aus Fuglafjørður.